# Toy Ride
Toy Ride – drugi album studyjny duńskiego zespołu Toy-Box, wydany w 2001 roku przez Edel.

## Lista utworów
Źródło: Discogs
| Nr  | Tytuł              | Długość |
| --- | ------------------ | ------- |
| 1.  | „Superstar”        | 3:07    |
| 2.  | „Russian Lullaby”  | 3:17    |
| 3.  | „www.girl”         | 3:24    |
| 4.  | „007”              | 3:20    |
| 5.  | „Cowboy Joe”       | 3:05    |
| 6.  | „Dumm-Diggy-Dumm”  | 3:07    |
| 7.  | „Wizard of Oz”     | 3:18    |
| 8.  | „Divided”          | 3:30    |
| 9.  | „Prince of Arabia” | 3:36    |
| 10. | „S.O.S.”           | 2:45    |
| 11. | „No Sleep”         | 3:43    |
| 12. | „Finally”          | 3:06    |

## Notowania na listach sprzedaży
| Kraj     | Lista (2001)  | Najwyższa pozycja |
| -------- | ------------- | ----------------- |
| Dania    | Album Top-40  | 22                |
| Holandia | Album Top 100 | 91                |